# 裴其勳
裴其勳（1864年—1933年）字堯田，河南光山人。清朝及中华民国军事将领。

## 生平
裴其勳自幼入私塾学习，青年时代喜武，广交朋友。其父曾亲历中法战争。1885年（一说1884年），裴其勋入天津武备学堂学习军事。（一说1887年自北洋武備學堂毕业。）1891年成为盛军军官，教习督操。光绪二十年（1894年）中日甲午战争爆发，随军东征，同日军作战几十次，因多次立战功而升为千总。
光绪二十一年（1895年）（一说为1896年），任中国驻日本使馆武备随员。在日本期间，为考察日本军政新法，到日本陆军士官学校学习。光绪二十三年（1897年）归国，写成《留日考察军政报告书》二十四章，呼吁朝廷效仿日本进行军事改革，该报告书上呈朝廷，获得朝廷嘉奖，升为守备加游击衔。时值直隶提督聂士成创办开平武备学堂，裴其勳获聘为监学。（一说1900年归国，任直隸武備學堂監督。）
光绪二十七年（1901年），山东巡抚袁世凯为了训练新军，任命裴其勳为山東督操营務處提调。新军训练方法多由裴其勳制定。后来，裴其勳历任武衛右軍先鋒营後路前营幫帶、中路炮營管带，后升任都司。光绪三十一年（1905年），江西巡抚胡廷幹奏调裴其勳创办新军，裴其勳历任江西督练处参议、江西陸軍步隊第一標第一營管带、陸軍第一標標统等职务。
光绪三十二年（1906年），江北提督荫昌奏请调裴其勳任江北巡防营统领，统领江北江苏各营。当时，海州地区饥民四起，裴其勳率部至海州“定法制、靖匪氛”，镇压江淮饥民暴动，剿抚兼施立下功勋，获授参将。
光绪三十三年（1907年），裴其勳调往奉天，因为间岛界务交涉形势危急，清廷命吴禄贞持节操办，以裴其勳所部陆军赴延吉“从而佐之”。当时日军强行渡过图们江，企图占领间岛，裴其勳和吴禄贞据公法条约据理力争，日军被迫中止入侵行动。裴其勳到延吉、珲春地区后，先肃清了潜伏的日本、俄国入侵分子，随后在该地区行使中国的行政权。黑顶子一带，俄国入侵分子经常偷移中俄界碑，以侵占中国领土。裴其勳乃亲自实地考察疆界，整理绘图，按本来的国界恢复疆土200多里。清朝宣统二年（1910年），延吉界务解决，中俄界约签署。裴其勳因御敌护疆有功，宣统三年（1911年）晋升陆军督统，移镇吉林防务。
1912年，俄国入侵外蒙古，策动库伦方面脱离中国宣布独立，内蒙古部分地区响应。裴其勳奉奉天都督赵尔巽之命前往抗击。裴其勳侦得俄国舰船驶往蒙边，随即率部追赶，至柴火堆截获俄国舰船，舰上暗藏山炮8门，步枪千支。裴其勳谴责俄国入侵分子侵犯中国主权，策动叛乱，依照中国法令将武器没收。在内蒙古，裴其勳依靠当地各族民众，争取高层爱国人士支持，先后收复札旗、铁旗、麻子濠、那罕明、后舍利、陶什堡等要地，并且建议中华民国政府召集十旗王公会议，宣布共和真义，获得哲里木十旗的支持。为此，中华民国北京政府授裴其勳二等文虎章，晋升陆军少将。
1913年，裴其勳任东北第一混成旅旅长，驻长春。1914年，获授陆军少将加中将衔。1915年，升任吉长镇守使，仍然兼任混成旅旅长。1917年，俄国十月革命爆发，北京政府拟将中东铁路管理权收回，任命裴其勳为总指挥。不到两个月，该工作成功完成。1918年，裴其勳获授陆军中将。1919年，裴其勳任吉长镇守使兼第一师师长。
1919年，裴其勳辞职。1920年1月18日，成为将军府将军。后来应赵倜邀请，出任河南清乡督办，但很少到职视事。
1933年（一说1927年），裴其勳在北京病逝。